# Bernard L. Kowalski
Pour les articles homonymes, voir Kowalski.
Bernard L. Kowalski est un réalisateur américain né le 2 août 1929 à Brownsville, Texas et mort le 26 octobre 2007 à Los Angeles.
Il s'est principalement illustré à la télévision, tournant des épisodes de Columbo, Les Incorruptibles, Rawhide, Mission impossible, Magnum, Supercopter.

## Filmographie
- 1958 : Hot Car Girl
- 1958 : Night of the Blood Beast (en)
- 1959 : Attack of the Giant Leeches
- 1959 : Blood and Steel
- 1961 : Las Vegas Beat (TV)
- 1964-1965 : Rawhide (TV)
- 1966 : Gunsmoke (TV)
- 1969 : Krakatoa à l'est de Java (Krakatoa, East of Java)
- 1969 : Stiletto
- 1970 : Macho Callahan
- 1971 : Terror in the Sky (en) (TV)
- 1971 : Columbo : Faux témoin (Death Lends a Hand) (série TV)
- 1971 : Black Noon (en) (TV)
- 1972 : Women in Chains (en) (TV)
- 1972 : Two for the Money (TV)
- 1972 : The New Healers (TV)
- 1972 : The Woman Hunter (en) (TV)
- 1973 : Sssnake le cobra
- 1974 : In Tandem (TV)
- 1974 : Columbo : Exercice fatal (An Exercise in Fatality) (Série TV)
- 1975 : Columbo : Play Back (Playback) (Série TV)
- 1975 : The Supercops (TV)
- 1976 : Columbo : Deux en un (Fade in to Murder) (Série TV)
- 1977 : Flight to Holocaust (TV)
- 1978 : The Nativity (en) (TV)
- 1979 : Marciano (TV)
- 1980 : Nick and the Dobermans (TV)
- 1980 : Turnover Smith (TV)
- 1980 : Patrouille de nuit à Los Angeles (Nightside) (TV)
- 1988 : Miracle at Beekman's Place (TV)
- 1990 : Nashville Beat (TV)